# Kammerjunker

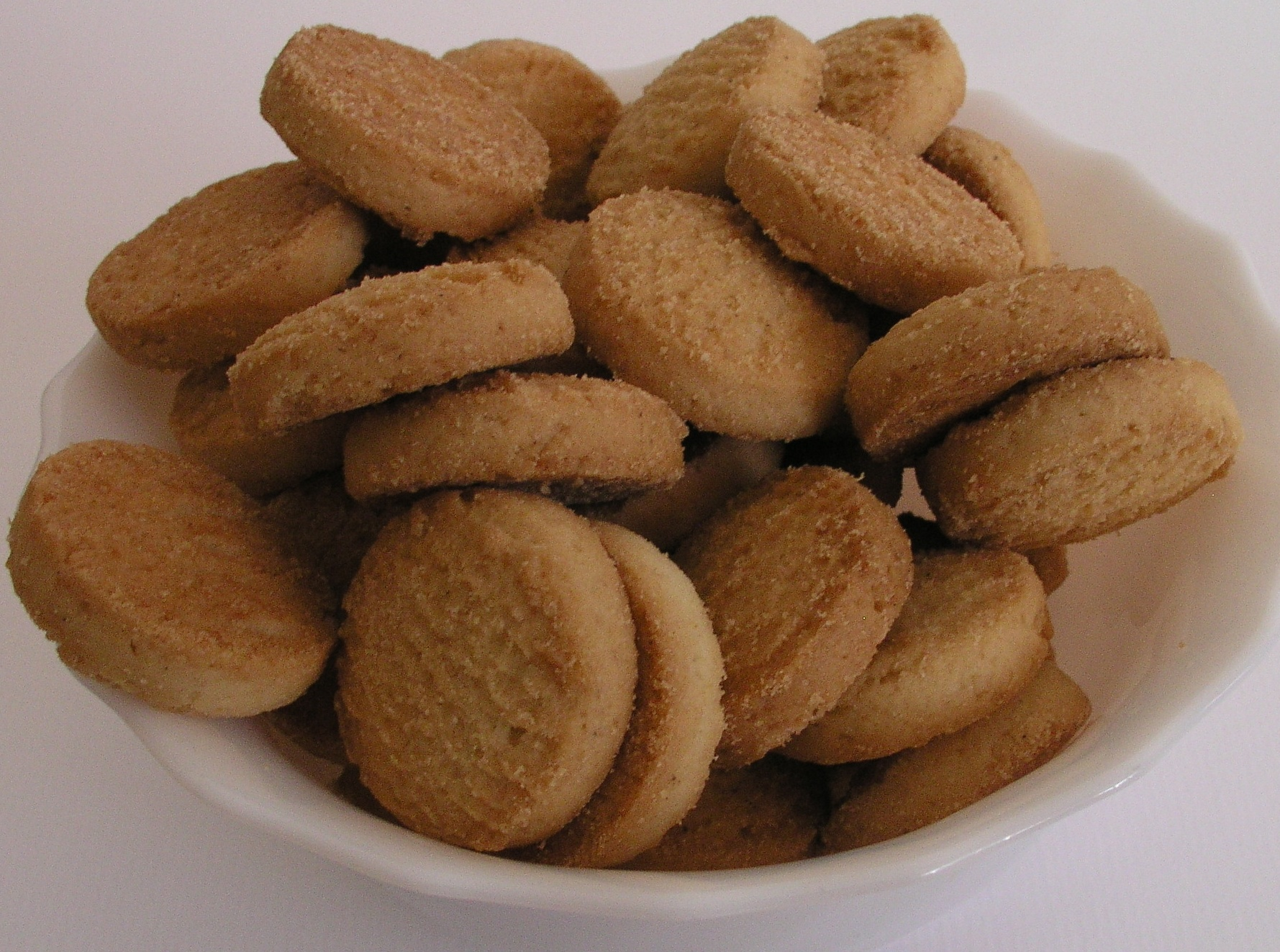
Cuenco de kammerjunkers.

El kammerjunker es un tipo de galleta danesa, que se come típicamente con koldskål, un producto a base de suero de mantequilla. Como éste, las kammerjunkers se comen principalmente en verano.
Se hacen a partir de una masa de harina, grasa (por ejemplo, mantequilla), huevo, azúcar, sal y levadura. A esta masa se le da forma de rollos, se pre-hornea, se corte, y entonces se vuelve a hornear hasta que está listo.
- Datos: Q123353